# Salicilat de metil
Salicilatul de metil este un ester al acidului salicilic, putând fi obținut și din planta Gaultheria shallon.

## Utilizare
Salicilatul de metil este folosit în tratamentul reumatismului sub formă de băi externe combinat cu ulei eteric de salcie. Substanța este folosit și în industria alimentară și cosmetică la obținerea parfumurilor.
In America de Nord producătorii de gumă de mestecat oferă o varietate cu gust de „Wintergreen“ (salicilat de metil).

## Efecte secundare
Salicilatul de metil este contraindicat la femeile gravide. La administrarea repetată a substanței pentru a evita tulburările gastrice și renale, aceasta trebuie realizată prin aplicare pe piele.
Atleta de 17 ani Arielle Newman ar fi murit din cauza unei supradoze de salicilat de metil.
1. ↑  „Salicilat de metil”, methyl salicylate (în engleză), PubChem, accesat în 19 noiembrie 2016